# Grandine (singolo)
Grandine è un singolo del cantautore italiano Holden, in collaborazione con la cantautrice italiana Mew, pubblicato l'8 novembre 2024.

## Descrizione
Il brano è scritto, composto e prodotto dallo stesso cantautore e parla di un amore travagliato in cui ci si trova in difficoltà e l'istinto è quello di fuggire, ma i sensi di colpa picchiano come grandine sul vetro.

## Promozione
Il brano è stato è stato anticipato dallo stesso cantautore il 31 ottobre 2024 attraverso i suoi profili social e presentato in anteprima il 3 novembre nel corso della sesta puntata della ventiquattresima edizione del talent show Amici di Maria De Filippi. Successivamente i due artisti lo hanno eseguito il 27 novembre nel corso della seconda puntata del programma televisivo in onda su Canale 5 This Is Me. Il 14 dicembre Holden ha eseguito il brano in una versione solista nel corso dell'ottava puntata del programma musicale in onda su Rai 2 Playlist- Tutto ciò che è musica.

## Video musicale
Il visual video è stato pubblicato in concomitanza all'uscita del brano attraverso il canale YouTube del cantautore.

## Tracce
Testi e musiche di Joseph Carta.
1. Grandine (feat. Mew) – 3:07

## Classifiche
| Classifica (2024) | Posizione massima |
| ----------------- | ----------------- |
| Italia            | 25                |